# Łucznicy greccy
Toksotai (stgr. τοξόται – łucznicy, lp. τοξότης toxótēs; łac. toxotae) – w wojskach starożytnych Greków rodzaj lekkozbrojnych, których główną bronią był łuk. Wraz z procarzami i oszczepnikami zaliczano ich do najlżej uzbrojonych rodzajów piechoty, zwanych ogólnie psylami (ψιλοί). 

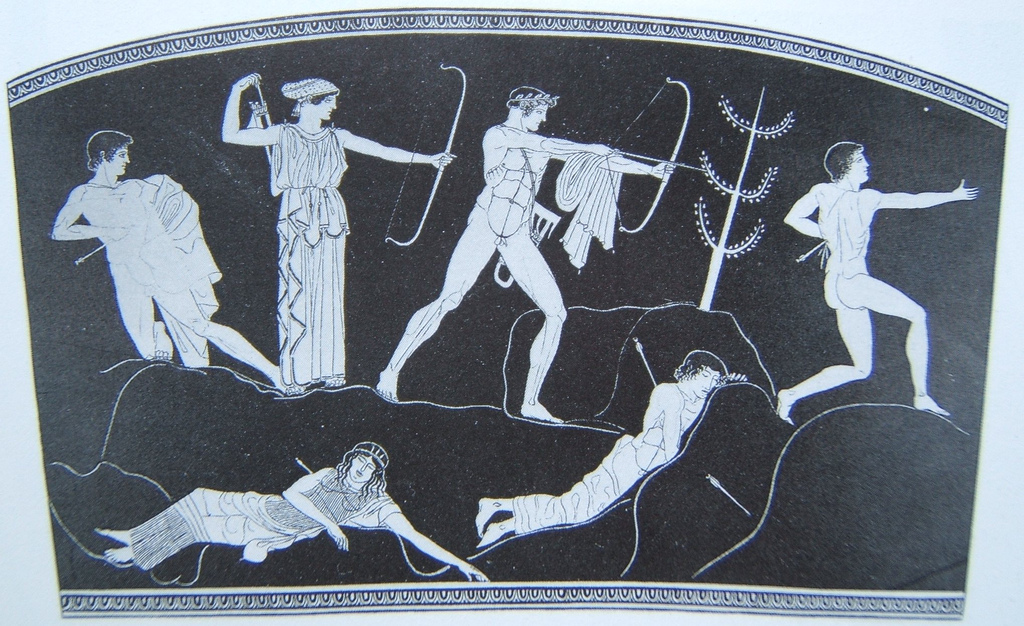
Strzelanie z greckiego łuku prostego na malowidle z połowy V wieku p.n.e.

W wojskowości greckiej ich pierwotne znaczenie zmniejszało się w miarę rozwoju ciężkiej piechoty odgrywającej decydującą rolę na polu walki. Wzmianki u Homera świadczą, że jako piechotę pomocniczą stawiano ich na równi z procarzami (Iliada XIII, 767) i ceniono niżej od pełnowartościowych wojowników (Iliada II, 385-387). W czasach pokoju do ich zajęć należało szkolenie efebów w strzelaniu. 

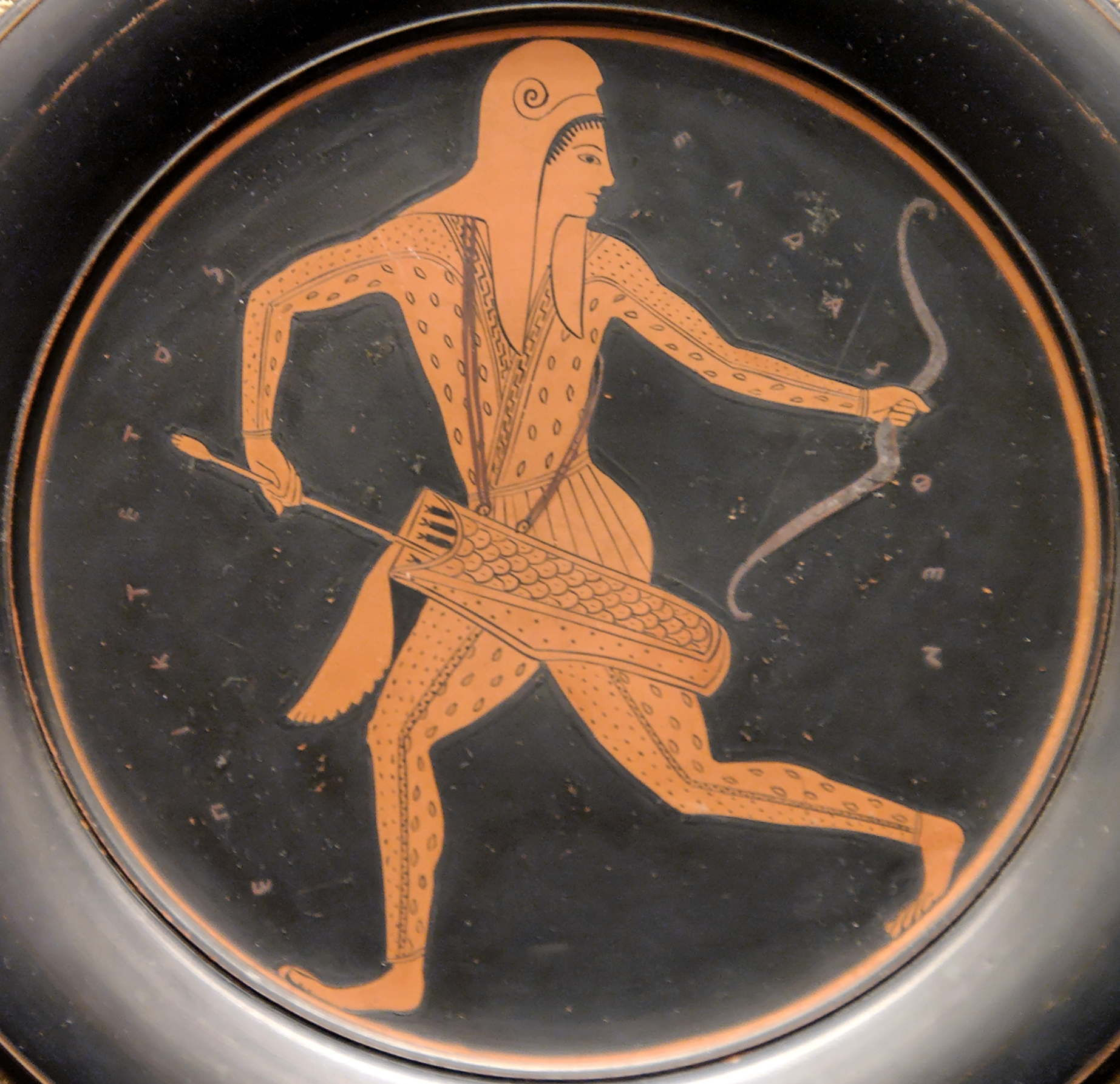
Łucznik scytyjski malowany przez Epikteta (kon.VI w. p.n.e.)

Znani i cenieni w świecie greckim łucznicy kreteńscy używali większych łuków prostych, które jednak stosowano najwyżej do połowy V stulecia. W VI w. p.n.e. w Atenach zaczęto rekrutować do służby obcoplemiennych łuczników scytyjskich, posługujących się mniejszym, ale skuteczniejszym azjatyckim łukiem refleksyjnym. Poza służbą wojskową od połowy V wieku p.n.e. głównie pełnili oni jako miejscy strażnicy (tzw. rabduchowie) funkcje policyjne, strzegąc porządku publicznego podczas wielkich zgromadzeń, sądów, uroczystości i procesji pod komendą swoich dowódców – toksarchosów (τόξαρχοι). W późniejszych czasach coraz bardziej zastępowali ich łucznicy traccy, których początkowa liczba 300 według świadectwa Ajschinesa wzrosła potem czterokrotnie (O przeniewierczym poselstwie, 173-174). 
Wraz z koniecznością rozwijania towarzyszących sił lekkich, łucznicy ponownie odzyskali znaczenie w wojskach pomocniczych, co uwidoczniło się już w trakcie wojny peloponeskiej. Z dzieła Tukidydesa wiadomo, że Ateńczycy również spośród własnych najuboższych obywateli – tetów, formowali oddziały łuczników, których liczba już na początku konfliktu sięgała 1600 (Wojna peloponeska II, 13), a Spartanie w 424 p.n.e. utworzyli korpus łuczników (Wojna peloponeska IV, 55). Pozbawieni na ogół broni defensywnej, wyposażeni w łuk i kołczan, odziani byli w obcisłe „scytyjskie” kaftany albo krótkie chitony, z głową nakrytą lekkim hełmem albo czapką bez daszka w stylu trackim.
W bitwach na ogół stanowili forpocztę wojsk rozpoczynającą starcie, a na polu walki – wsparcie wyposażonej w tarcze piechoty (thorakitai). Pod koniec V wieku p.n.e. o ich taktycznej wartości wśród greckich najemników korzystnie wypowiadał się Ksenofont (Wyprawa Cyrusa III 4,15). Ich rola w starciach wzrosła jeszcze bardziej w wojskach Filipa II i jego następcy, zaznaczając się podczas kampanii wojennych Aleksandra Wielkiego, zwłaszcza w walkach z Persami i innymi Azjatami, u których liczni łucznicy (piesi i konni) odgrywali w taktyce nader istotną rolę.
W pochodzie część łuczników wchodziła w skład przedniej straży maszerującej armii. W szyku bitewnym rozmieszczani byli przed falangą hoplitów, gdzie rozsypani w łańcuch dokonywali wstępnego ostrzału oddziałów przeciwnika, a następnie wycofywali się poza ciężką piechotę, skąd bezpiecznie mogli dalej nękać ostrzałem. W innym uszykowaniu osłaniali główne siły na skrzydłach (zwykle poza konnicą, na flankach). Istotną rolę odegrali w bitwie nad Hydaspesem, kiedy masowo (w liczbie ok. tysiąca) zaatakowali lewe skrzydło Hindusów, wyłączając z walki niemal wszystkie ich wozy bojowe.

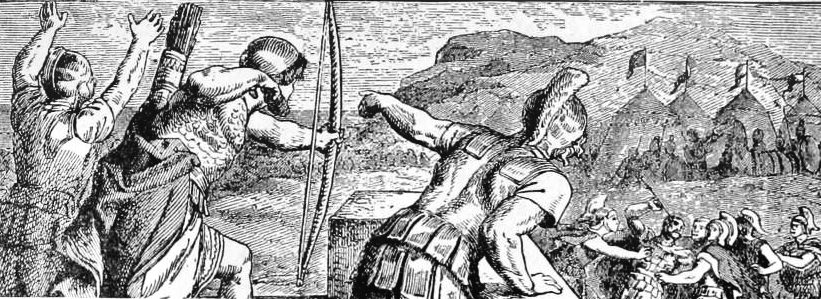
Zranienie Filipa II przez łucznika pod obleganym Methone (mal. John Steeple Davis, 1900)

Hippotoksotai (ἱπποτοξόται) byli powstałą znacznie później formacją konnych łuczników, zapożyczoną od Persów i wcześniej znaną w Atenach tylko w postaci konnych strażników (rabduchów), następnie jednak użytych także w formacjach wojskowych. Tucydydes podaje, że na początku wojny peloponeskiej Ateńczycy mieli ich 200, w większości Scytów (Wojna peloponeska II, 13), stanowiących widocznie jednostkę pomocniczą obok głównej jazdy (hippeis). Z relacji Arriana wynika, że o wiele liczniejsi byli w wojskach Aleksandra Wielkiego, rekrutowani zazwyczaj spośród różnych Azjatów (Wyprawa Aleksandra Wielkiego  IV 24,1) i spełniający niekiedy funkcję żandarmerii polowej. W istocie była to postać antycznych dragonów, gdyż łucznicy używali koni do przemieszczania się, ale ostrzał przeprowadzali pieszo. W późniejszych armiach hellenistycznych za najlepszych łuczników zdaniem Poliajnosa uchodzili nadal Kreteńczycy, szczególnie wprawni w zasadzkach, nagłych napaściach i walkach podjazdowych (Podstępy wojenne IV 8,68), a także traccy Agrianie (Podstępy wojenne II 65,79).      